# Lacoliu
Lacoliu (Locoliu, Lacaliu, Lakuliu) ist ein osttimoresischer Suco im Verwaltungsamt Quelicai (Gemeinde Baucau).

## Geographie

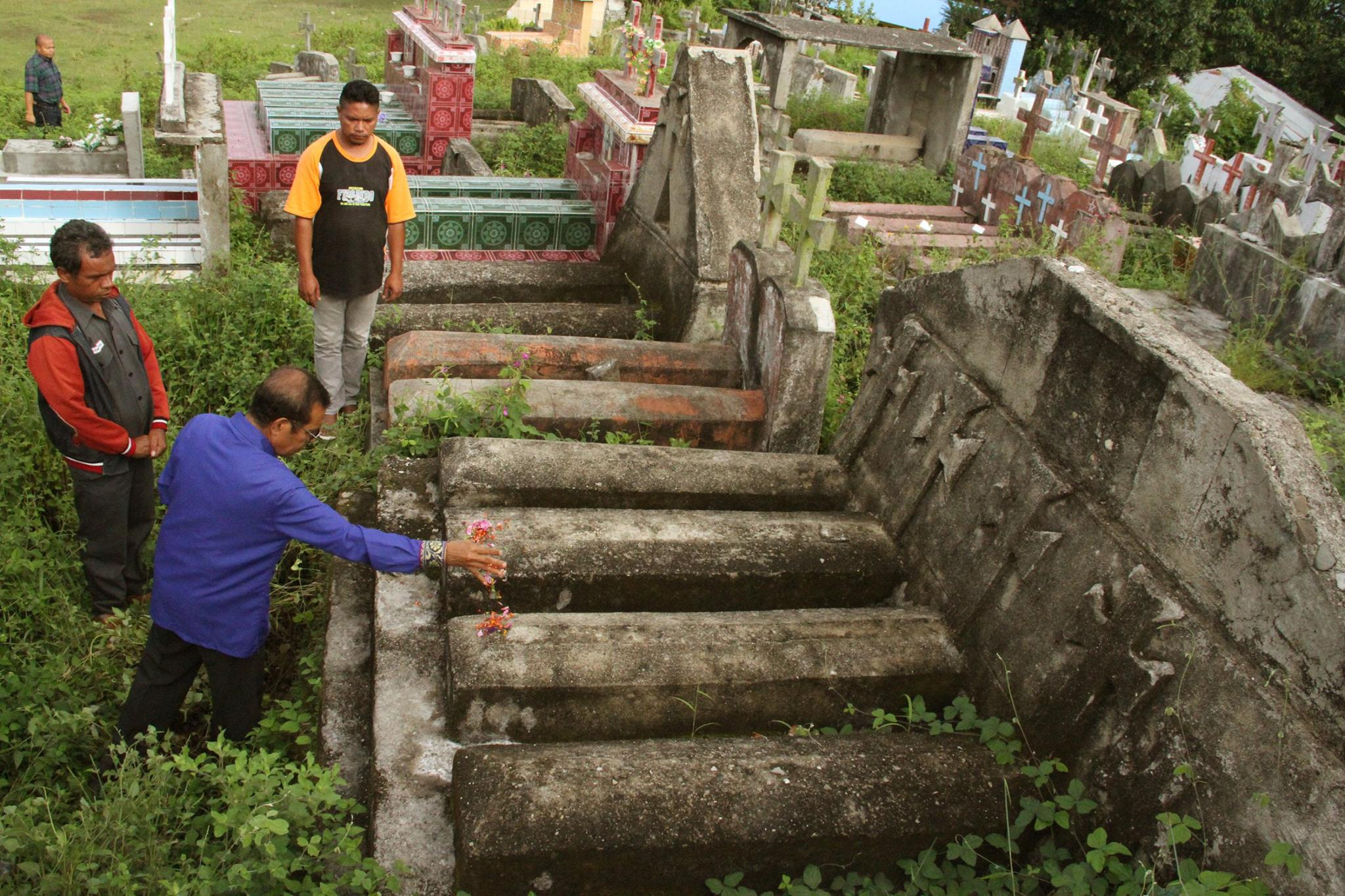
Friedhof in Lacoliu

Der Suco liegt im Zentrum des Verwaltungsamts Quelicai. Nordwestlich liegen die Sucos Letemumo und Baguia, östlich der Suco Uaitame und südlich die Sucos Laisorolai de Cima, Abo und Bualale.
Lacoliu hat eine Fläche von 13,00 km² und teilt sich in die drei Aldeias Lacodala, Mucububo (Mocobubo) und Uaule (Ua-Ule).
Der Ort Lacoliu liegt im Osten des Sucos, auf einer Meereshöhe von 887 m. Hier befindet sich die Grundschule des Sucos, die Escola Primaria Lacoliu. und eine prä-sekundäre Schule.
Im Südosten des Sucos liegt das Dorf Mucububo (Mucobubo), im Süden der Ort Uaule (Waule) und im Westen reicht der Ort Laco Liu von Letemumo nach Lacoliu hinein. Die Südspitze des Ortes Quelicai liegt in Lacoliu. In diesem Ortsteil befindet sich auch der Verwaltungssitz des Verwaltungsamts Quelicai. In Lacoliu liegt der Matebian Feto, der kleinere Gipfel des Matebian.

## Einwohner
In Lacoliu leben 1.148 Einwohner (2022), davon sind 579 Männer und 569 Frauen. Im Suco gibt es 239 Haushalte. Etwa 95 % der Einwohner geben Makasae als ihre Muttersprache an. Etwa 5 % sprechen Tetum Prasa.

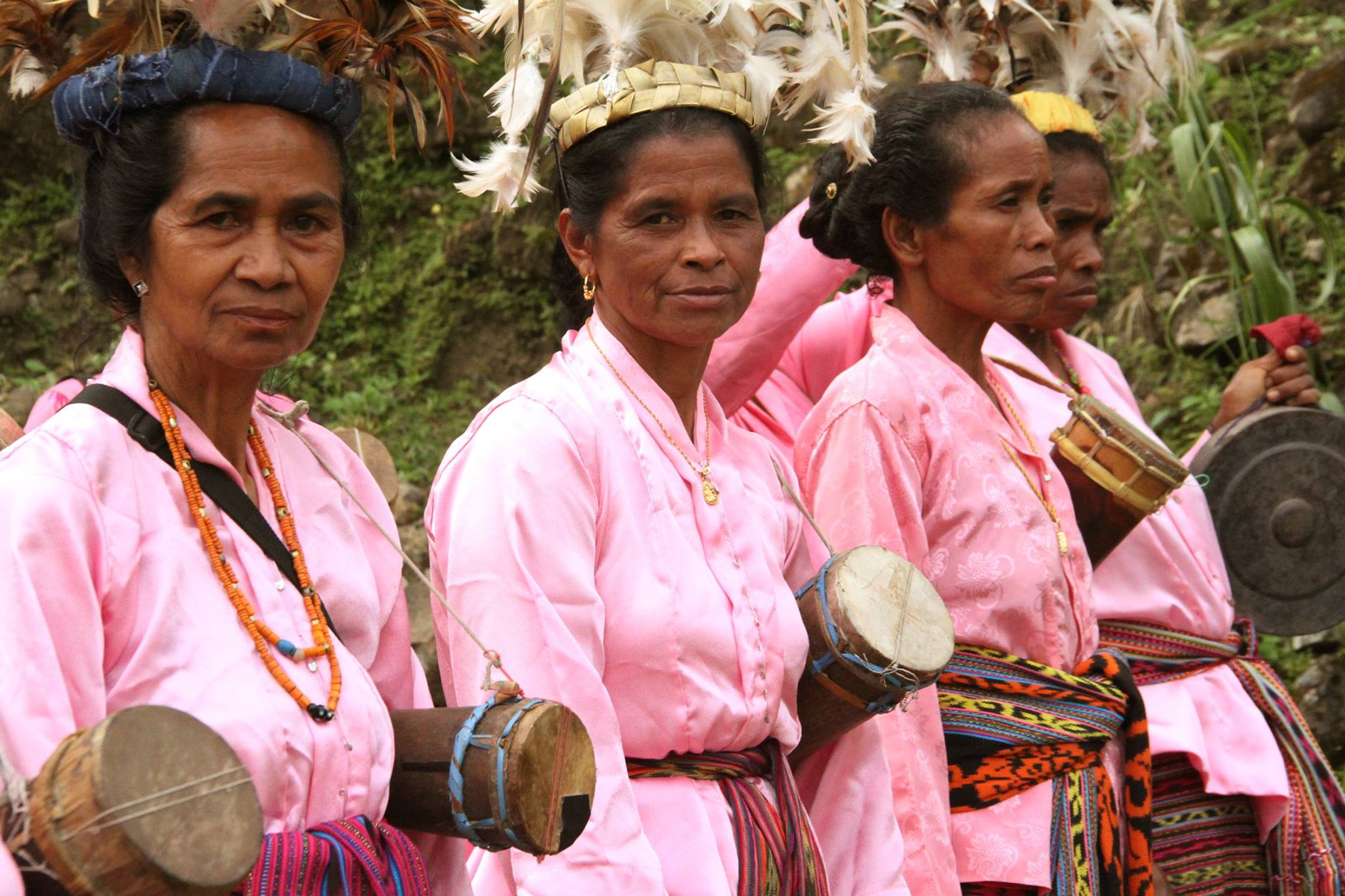
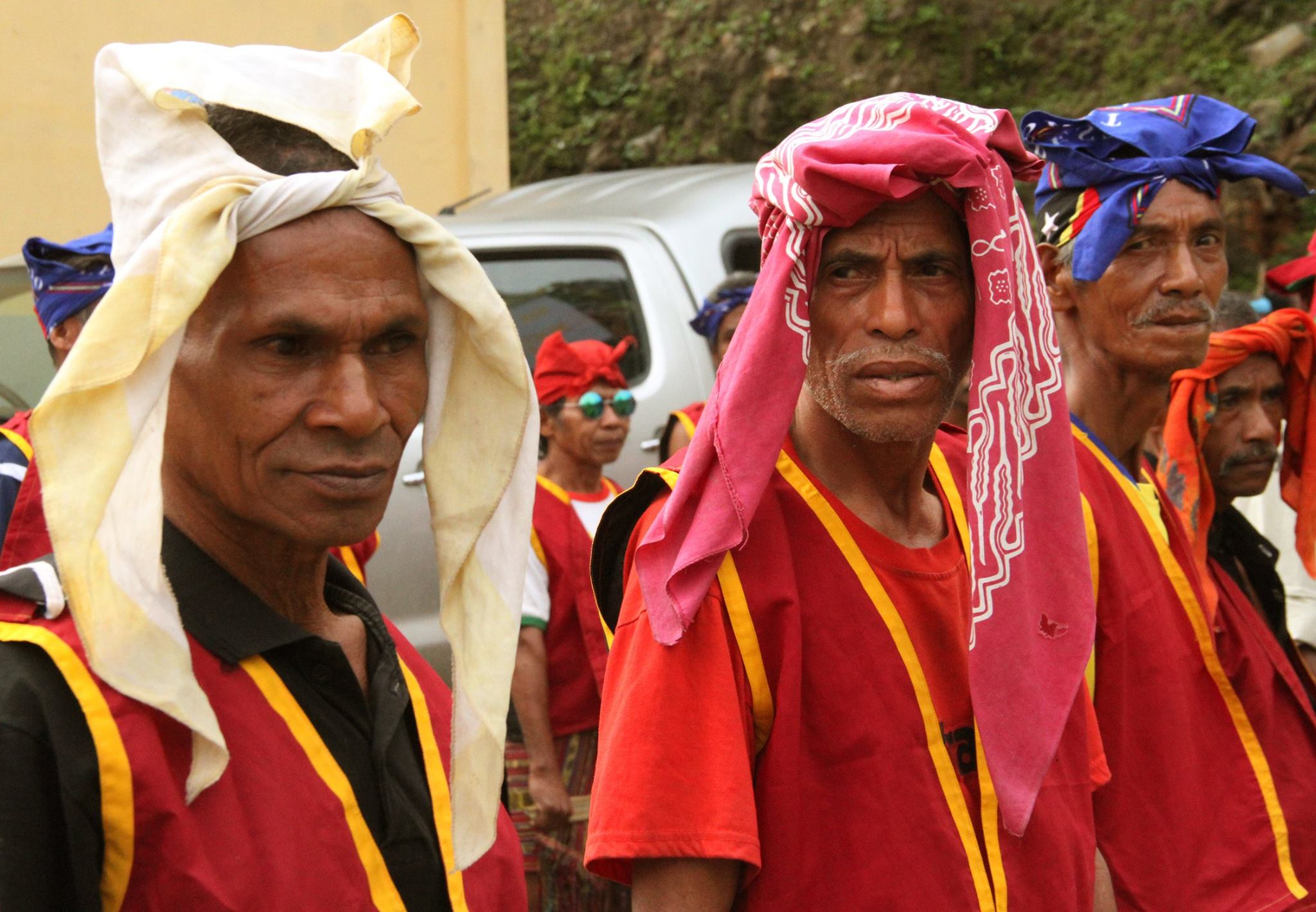
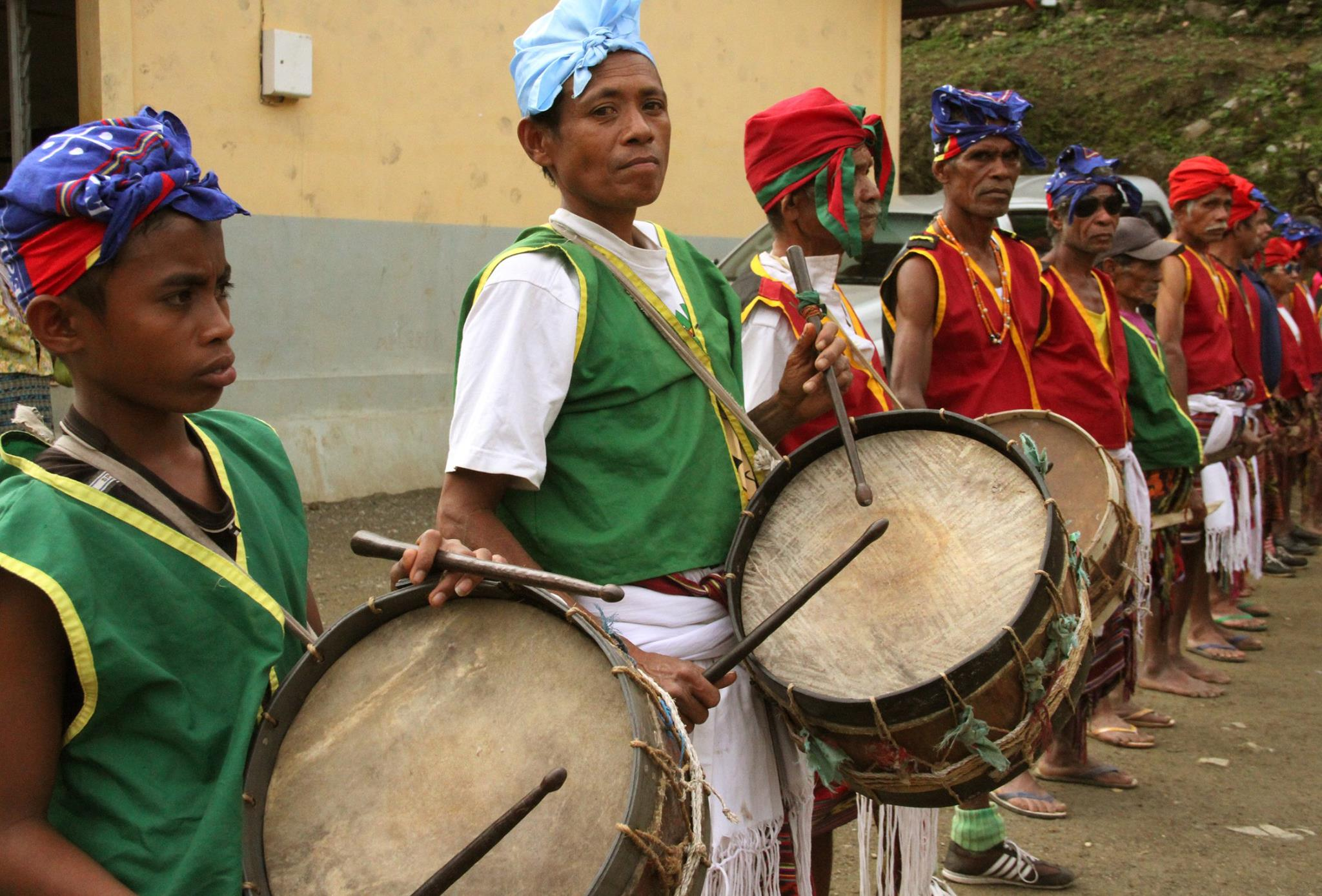
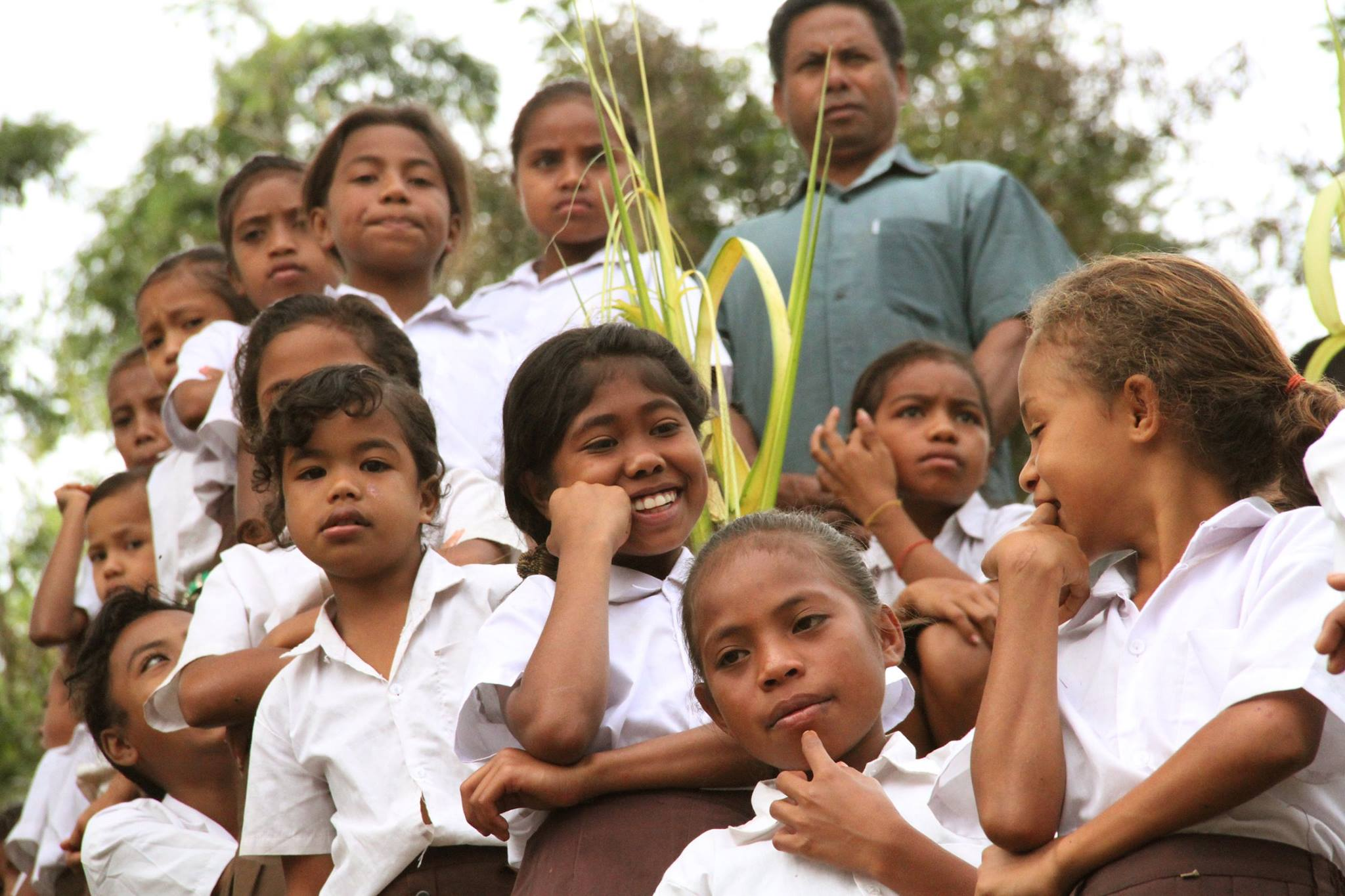

## Politik

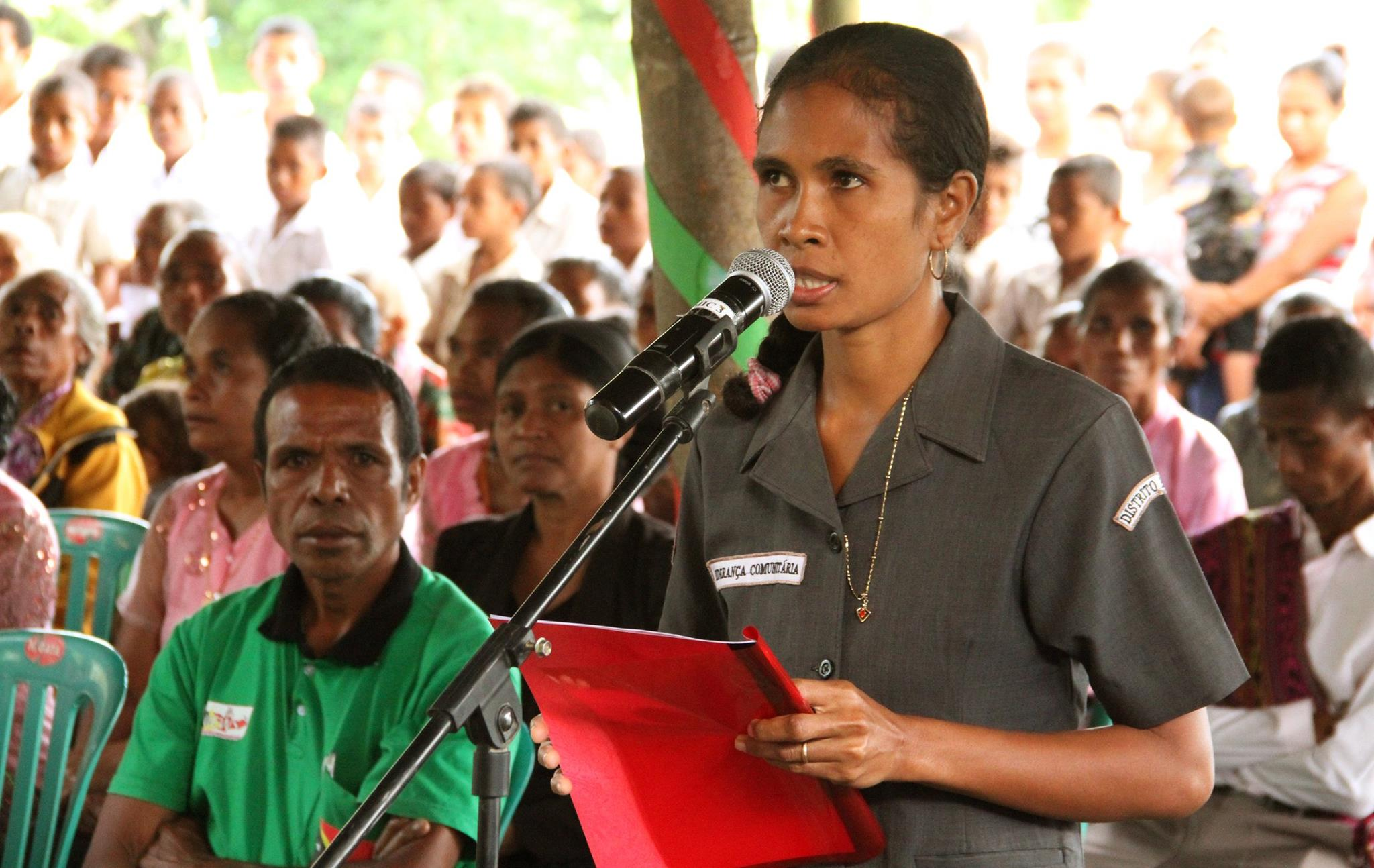
Celestina Baptista Ximenes (2016)

Bei den Wahlen von 2004/2005 wurde Sebastião Pereira Gaio Pires zum Chefe de Suco gewählt und 2009 in seinem Amt bestätigt. Bei den Wahlen 2016 gewann Santiago C. Belo. Er wurde noch vor der nächsten Wahl durch Celestina Baptista Ximenes abgelöst. 2023 wurde Tito J. de Jesus Gaio Pires gewählt.
2023 wurden zum Chefe de Aldeias gewählt: Ermelinda Belo (Lacodala), Afonso Freitas (Mucububo) und António Perreira (Uaule).